# 有加利丘線
有加利丘線（日语：／ Yūkarigaoka sen */?）是日本的一條鐵道路線，由山萬營運，以千葉縣佐倉市的有加利丘站為起點球拍狀的線形的AGT路線。

## 路線資料
- 路線距離（營業距離）：4.1公里
- 车型：山万1000形
- 車輛基地內線：0.2公里
- 導覽軌條：中央導覽式
- 分岔裝置：水平回轉式
- 站數：6個（包括起終點站）
- 月台長度：35公尺，標準寬2公尺以上
- 複線路段：沒有（全線單線）
- 電氣化方式：直流電750V
- 最大坡度：45‰
- 最小曲線半徑：40m

## 歷史
- 1982年（昭和57年）11月2日：有加利丘－（女子大）－中學校間開業。
- 1983年（昭和58年）9月22日：中學校－（井野）－公園間開業，全線開業。開始環狀運行。
- 1992年（平成4年）12月3日：地區中心站開業。
- 2011年（平成23年）
  - 3月11日：發生東北地方太平洋沖地震（東日本大震災），此日起全線暫停運行。
  - 4月1日：全線恢復運行。但是至7日為止日間仍有停運替代巴士運行[1]。

## 車站列表
- 所有車站都位於千葉縣佐倉市。
- 軌道（全線單線） … ｜：側式1面1線，◇：島式1面2線

| 中文站名 | 日文站名 | 英文站名 | 站間距離 | 營業距離 | 接續路線        | 軌道 |
| -------- | -------- | -------- | -------- | -------- | --------------- | ---- |
| 有加利丘 |          |          | -        | 0.0      | 京成電鐵： 本線 | ｜   |
| 地區中心 |          |          | 0.6      | 0.6      |                 | │    |
| 公園     |          |          | 0.5      | 1.1      |                 | ◇    |
| 女子大   |          |          | 0.9      | 2.0      |                 | │    |
| 中學校   |          |          | 0.8      | 2.8      |                 | ｜   |
| 井野     |          |          | 0.8      | 3.6      |                 | │    |
| 公園     |          |          | 0.5      | 4.1      |                 | ◇    |
| 地區中心 |          |          | 0.5      | 4.6      |                 | │    |
| 有加利丘 |          |          | 0.6      | 5.2      | 京成電鐵： 本線 | ｜   |

- 上述以順（由上至下）各站停車，不以逆方向（由下至上）運行。
  - 有加利丘、地區中心、公園各站記載2次，但全部都是同一個車站，行進方向相反。另外，有加利丘與地區中心兩站在兩個方向都在同一月台停靠。
  - 女子大、中學校、井野等各站只以單一方向運行。
- 只有公园站的站台两个方向都能乘车。
- 車站職員只駐守有加利丘站和公園兩站，其他全部都是無人站。

### 來源
1. ↑  「山万ユーカリが丘線」の暫定運行のお知らせ （页面存档备份，存于） - 山万のニュースリリース 2011年4月1日

## 外部連結
- 山萬有加利丘線 （页面存档备份，存于）（日語）